# Compsibidion omissum
Compsibidion omissum là một loài bọ cánh cứng trong họ Cerambycidae.